# Phil Keoghan
Phil Keoghan, nome completo Philip John Keoghan (Christchurch, 31 maggio 1967), è un conduttore televisivo neozelandese.
È conosciuto soprattutto per la conduzione del reality show statunitense The Amazing Race fin dalla sua creazione nel 2001.
È anche il creatore e il presentatore del programma No Opportunity Wasted, prodotto negli Stati Uniti, nella sua madre patria, la Nuova Zelanda, e in Canada per la CBC. Ha vinto sette premi Emmy nella sua carriera.

## Biografia
Nato nella cittadina di Lincoln, 22 km a sud di Christchurch, Keoghan ha passato gran parte dell'infanzia ad Antigua e in Canada. Ha frequentato il St Andrew's College di Christchurch e ha lavorato in più di 70 paesi diversi come presentatore, produttore, autore e cameraman. Attualmente vive a Los Angeles.
Durante un apprendistato come cameraman, all'età di 19 anni partecipa con successo a un'audizione per il programma neozelandese per bambini Spot On. Dopo una serie di lavori come presentatore sulla tv neozelandese, è pronto per cominciare la sua carriera all'estero. Prima di condurre The Amazing Race, è fra i candidati alla conduzione di Survivor ma viene scartato, in parte per colpa della sua nazionalità. Per la sua conduzione di The Amazing Race, Keoghan è stato candidato nel 2009 per l'Emmy come "Miglior conduttore di un reality show", in seguito vinto da Jeff Probst, presentatore di Survivor. In un'intervista del 2002, ha ammesso che il suo stipendio per un singolo episodio di The Amazing Race è più di quanto venisse pagato a Spot On per un anno intero.
Secondo quanto scritto nel suo libro, No Opportunity Wasted, Keoghan avrebbe deciso di vivere la sua vita al massimo in seguito ad un'esperienza quasi mortale all'età di 19 anni. Da allora, ha infranto un record mondiale di bungee jumping, ha nuotato nelle grotte sottomarine più lunghe al mondo, ha consumato un pasto sulla cima di un vulcano in eruzione e ha rinnovato i voti del suo matrimonio sott'acqua. Ospite all'Oprah Winfrey Show, ha condiviso con Oprah la sua lista di cose da fare prima di morire. Il punto focale di molti dei suoi programmi è aiutare gli altri a vivere le proprie vite al pieno delle loro possibilità.
Dal 28 marzo al 9 maggio 2009, Keoghan ha partecipato a Ride Across America, in collaborazione con molte organizzazioni e aziende fra cui la GNC allo scopo di raccogliere fondi per la ricerca sulla sclerosi multipla. Keoghan e altri hanno percorso più di 5500 km in bici da Los Angeles a New York, alla media di circa 160 km al giorno e fermandosi in 39 città lungo il percorso, in cui Keoghan ha partecipato ad eventi e alle selezioni del cast della quindicesima stagione di The Amazing Race. I fondi raccolti grazie all'evento sono stati pari a mezzo milione di dollari, con più di 400.000 dollari provenienti da donazioni raccolte nelle postazioni lungo il percorso.
Considerando tutti i programmi da lui condotti, Keoghan è stato il conduttore di oltre 1000 puntate.